# Svein Oddvar Moen

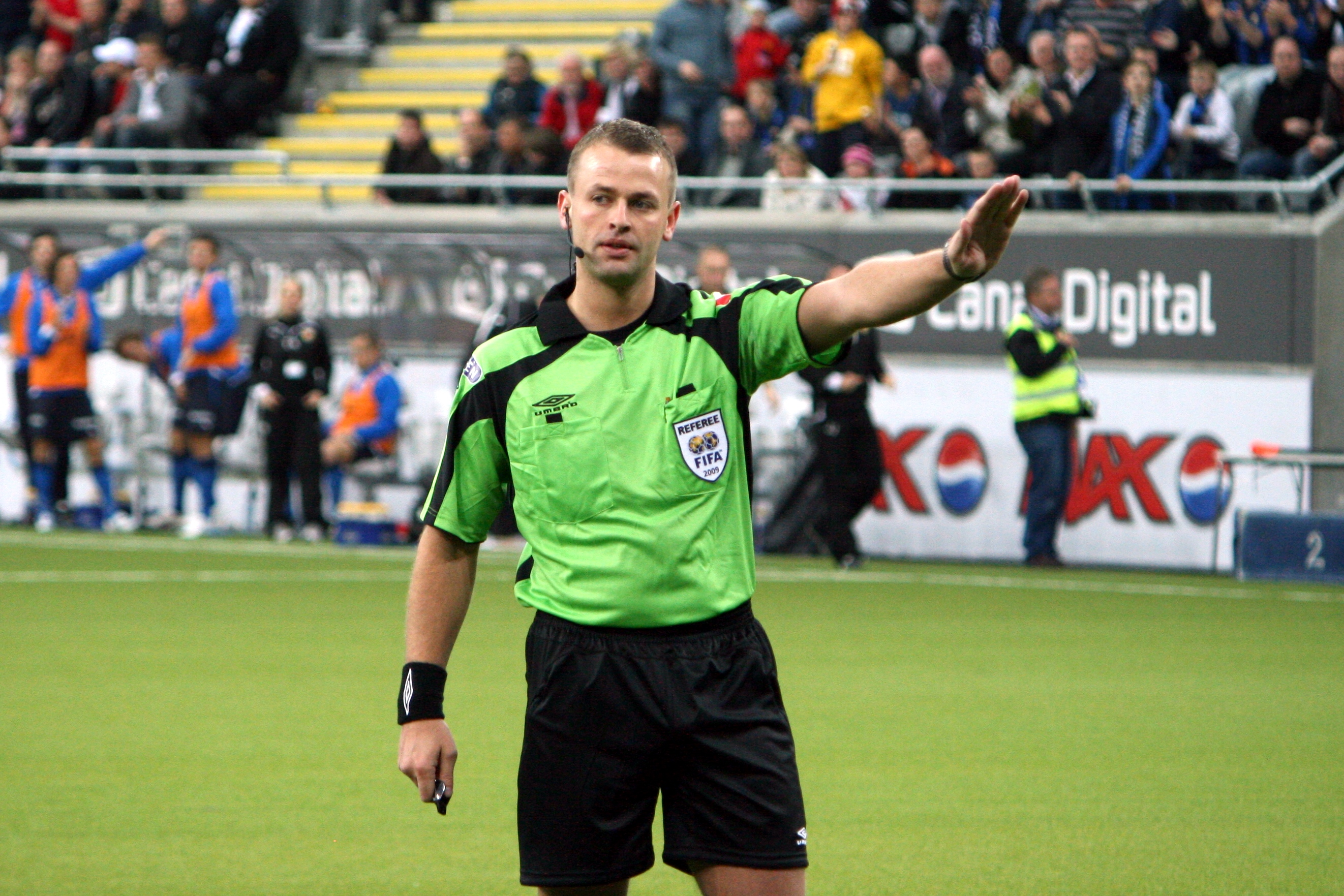
Svein Oddvar Moen

Svein Oddvar Moen (* 22. Januar 1979 in Haugesund) ist ein norwegischer Fußballschiedsrichter. Er gehörte von 2005 bis 2022 der Liste der FIFA-Schiedsrichter an.

## Laufbahn
Moen begann seine Karriere als Fußballschiedsrichter 1995. Durch ansprechende Leistungen gelang ihm 2004, im Alter von nur 25 Jahren, der Aufstieg in die Tippeligaen, die höchste norwegische Fußballliga.
Nachdem Moen bereits ein Jahr danach in die Liste der FIFA-Schiedsrichter aufgenommen worden war, durfte er am 14. Juli 2005 sein erstes internationales Spiel leiten, als er im UEFA-Pokal 2005/06 bei der Begegnung zwischen Torpedo Kutaisi und BATE Baryssau (0:1) eingesetzt wurde. 2007 wurde Moen in den Talentekader der UEFA aufgenommen und wurde dabei besonders geschult.
Einen vorläufigen Karrierehöhepunkt hatte er 2008, als er mit der Leitung des norwegischen Pokalendspiels zwischen Vålerenga Oslo und Stabæk Fotball (4:1) betraut wurde.
International konnte sich Moen einen ausgezeichneten Namen machen, wodurch er Schritt um Schritt die Karriereleiter hinauf stieg. Am 14. September 2010 gab er mit der Leitung des Spiels zwischen Bursaspor und dem FC Valencia (0:4) sein Debüt in der Gruppenphase der UEFA Champions League. Am 1. Januar 2011 wurde er in die Elite-Gruppe der FIFA-Schiedsrichter aufgenommen. Am 10. Juli 2011 durfte er mit der Leitung des Endspiels der U-17-Fußball-Weltmeisterschaft 2011 zwischen Mexiko und Uruguay (2:0) im mit 98.943 Zuschauern ausverkauften Aztekenstadion in Mexiko-Stadt seinen bisherigen Karrierehöhepunkt feiern.
Moen verpasste eine Nominierung für die Europameisterschaft 2012, durfte stattdessen aber an den Olympischen Sommerspielen im gleichen Jahr teilnehmen.
Im Rahmen der Qualifikation zur Weltmeisterschaft 2014 leitete er unter anderem das Hinspiel der interkontinentalen Relegation zwischen Jordanien und Uruguay, welches Uruguay mit 5:0 für sich entschied. Beim anschließenden Turnier in Brasilien nahm er als Ersatzschiedsrichter teil und wurde in mehreren Partien als Vierter Offizieller eingesetzt.
Im Dezember 2015 gab die UEFA bekannt, dass Moen zu den 18 Schiedsrichtern gehört, die bei der Fußball-Europameisterschaft 2016 in Frankreich zum Einsatz kommen sollen. Dort kam er in zwei Partien der Gruppenphase zum Einsatz. Aufgrund einiger umstrittener Entscheidungen in seinen Spielleitungen gehörte er zu den 6 Schiedsrichtern, die von der UEFA mit ihrem Team vor Beginn der K.O.-Spiele nach Hause geschickt wurden.

## Einsätze bei Turnieren

### Olympisches Fußballturnier 2012
| Phase        | Datum         | Spielort  | Heimmannschaft | Gastmannschaft               | Ergebnis  |
| ------------ | ------------- | --------- | -------------- | ---------------------------- | --------- |
| Gruppenphase | 29. Juli 2012 | Newcastle | Japan          | Marokko                      | 1:0 (0:0) |
| Gruppenphase | 1. Aug. 2012  | Coventry  | Senegal        | Vereinigte Arabische Emirate | 1:1 (0:1) |

### Fußball-Europameisterschaft 2016
| Phase        | Datum         | Spielort  | Heimmannschaft | Gastmannschaft | Ergebnis  |
| ------------ | ------------- | --------- | -------------- | -------------- | --------- |
| Gruppenphase | 11. Juni 2016 | Bordeaux  | Wales          | Slowakei       | 2:1 (1:0) |
| Gruppenphase | 20. Juni 2016 | Marseille | Ukraine        | Polen          | 0:1 (0:1) |

## Erfolge
- Schiedsrichter im Endspiel U-17-Fußball-Weltmeisterschaft 2011
- Schiedsrichter im norwegischen Pokalfinale 2008, 2013
- Schiedsrichter beim olympischen Fußballturnier 2012
- Schiedsrichter bei der Fußball-Europameisterschaft 2016